# Parque eólico San Pedro de Dalcahue
El parque eólico San Pedro de Dalcahue es un parque eólico ubicado en la cordillera del Piuchén en la comuna de Dalcahue, isla Grande de Chiloé, Chile. La construcción del parque eólico San Pedro fue aprobada en 2011 por el Sistema de Evaluación de Impacto Ambiental (SEIA), siendo uno de los cuatro grandes proyectos de parques eólicos aprobados por el SEIA en el período 2010-2017. Su total de 68 aerogeneradores debían construirse en un programa de dos pasos, primero 20 y luego 48. Gamesa fue contratada en ambos pasos para la construcción de aerogeneradores. El parque eólico fue construido para producir 252 MW de energía y se conecta a la Subestación Chiloé del Sistema Interconectado Central, principal sistema interconectado de Chile, a través de una línea de transmisión de 21,6 km de longitud. Los parques San Pedro I y II están situados en un total de 1.112 hectáreas, y a diciembre de 2022 se encontraban en operación a través de 31 aerogeneradores de una capacidad instalada de 101 MW; y cuentan con un proyecto en desarrollo que tiene una capacidad por instalar de hasta 151 MW.
Los constructores y propietarios originales del parque eólico fueron las empresas Trans Antarctic Energía y Bosques de Chiloé. En septiembre de 2022, la empresa francesa Engie anunció la compra del parque, por unos 77 millones de dólares.

## Conflictos locales
El personal del proyecto del parque eólico recolectó rápidamente las firmas de aprobación de los residentes locales con apellidos huilliches, supuestamente para evitar problemas legales asociados con el convenio 169 de la OIT.
La comunidad local se benefició inicialmente con la mejora de las carreteras y la infraestructura escolar que formaban parte del proyecto. El tiempo de viaje a la carretera principal se acortó considerablemente mejorando las conexiones de la anteriormente aislada comunidad de San Pedro con las ciudades de Dalcahue y Castro. Después de esto, la relación de la empresa con la comunidad local se fue deteriorando lentamente: hay reclamos de promesas incumplidas y trato desigual de familias diferentes. También ha habido quejas por el polvo que se desprende de las carreteras y por la peligrosa velocidad a la que circula el personal del parque eólico en zonas pobladas.